# バレーボール欧州リーグ
バレーボール欧州リーグ（European Volleyball League）は、欧州バレーボール連盟が主催するバレーボールナショナルチームの国際大会である。

## 概要
2004年に男子第1回大会、2009年に女子第1回大会が開催され、以降毎年開催されている。毎年同時期に開催されるワールドリーグと似た方式であり、予選リーグラウンドの後に決勝ラウンドが行われる。予選リーグラウンドは、出場チームが2-3グループに分けられ、各グループごとにホーム・アンド・アウェー方式もしくは全チームにホームゲームを割り与える日程で1チーム12試合程度の総当たり戦を行う。4-6週間に渡って行われ、各週末に2-3試合行う。決勝ラウンドは、2013年までは、1つの都市で開催され、開催国代表チームとそれ以外の予選リーグラウンド上位3チームが出場し、1日目に準決勝、2日目に3位決定戦と決勝戦が開催される方式であったが、2014年はホーム・アンド・アウェー方式で開催される。
男女とも、上位2チームにネーションズリーグの次年度予選に相当するチャレンジャーカップ出場権が与えられる。

## 歴史
2004年にCEV（欧州バレーボール連盟）主催でヨーロッパの男子大会として第1回バレーボール欧州リーグが開催された。試合数や方式がバレーボール・ワールドリーグに近いものであり、前年度ワールドリーグに出場した チェコ ロシア ドイツ オランダが同年度ワールドリーグには出場せず欧州リーグに出場した。しかし、 イタリア ポーランド セルビア フランス ブルガリアのように、そのままワールドリーグに出場し続けて欧州リーグに出場しないチームもある。
第1回大会には8チームが参加し、予選リーグラウンドは8チームを2組に分け、4回戦総当たりのホーム・アンド・アウェー方式で行われた（1チーム12試合）。決勝ラウンドはチェコのオパヴァで開催され、開催国代表チームとそれ以外の予選リーグラウンド上位3チームが出場し、1日目に準決勝、2日目に3位決定戦と決勝戦が開催された。決勝ラウンドは2013年までその方式で開催された（開催国は年ごとに異なった）。以降、毎年欧州リーグが開催されるようになった。2005年大会も2004年大会同様の方式で開催された。同年度上位2チームの ロシアと フィンランドは翌年度からワールドリーグの方に出るようになる。
2006年大会の予選リーグラウンドは、出場8チームをグループ分けせずに1つのリーグで順位を争う形式で行われた。1チーム12試合の日程で、各チームが出場全チームと最低1試合は対戦するように組まれたが、同カードが3試合も組まれるなどバランスの取れた総当たりではなかった。翌年以降は、予選リーグラウンドをグループ分けして行う方式に戻されている。
2007年大会では、出場チーム数が12に増え、予選リーグラウンドは4チームずつ3グループに分けられた。
2008年大会は9チームの出場となり、予選リーグラウンドは5チームと4チームの2グループで行われた。また、前年度とは異なり、グループ全チームにホームゲーム週が1週ずつ割り与えられ、各週ごとに同グループの4チームが開催地に集まっての1回戦総当たりが行われる方式となった。4チームのPool Bは各週に全チームが開催地に集まる形式になるが、5チームのPool Aは、5チーム中4チームが開催地に集まり、週ごとに1チームの手空きが生じる形式である。以降も出場チーム数が上下するが、4-5チームずつにグループ分けする方式で行われている。
2009年より、欧州リーグ覇者が翌年度ワールドリーグ予選に出場するようになり、その1回目となる大会で ドイツが優勝し、2010年ワールドリーグ予選も勝ち抜いて、2010年度よりワールドリーグに出場するようになった。同年欧州リーグは4回戦総当たりのホーム・アンド・アウェー方式に戻され、2010年以降もその方式で開催されるようになった。
同年に欧州リーグの女子大会も初めて開催され、第1回女子大会には8チームが参加し、男子大会同様の方式で開催された。女子大会も、以降、同様の方式で毎年開催されるようになった。
2011年男子大会には同年度ワールドリーグ出場権があった オランダが出場。オランダが同年ワールドリーグ出場辞退を前年に表明したことで、ワールドリーグ予選決勝で敗れた 日本が繰り上げ出場となっていた。2011年女子大会は出場チーム数が12チームに増えた。女子大会も、開催年によって出場チーム数が変動している。
2012年は、男子大会、女子大会とも、2008年男子大会の方式で開催された。2013年も同じ方式で開催された。
2014年、男子大会は、予選リーグラウンドは10チームを2グループに分けての2回戦総当たり（ホーム・アウェー4試合ずつ計8試合）で行われ、決勝ラウンドはホーム・アンド・アウェー方式で開催される。また、同時期のワールドリーグに出場する ポーランドと トルコが当大会にも出場するという、男子大会で前例のないケースが出た。女子大会は、予選リーグラウンドが前年と同じ方式で開催されるが、当大会後すぐにワールドグランプリが開催されるため、決勝ラウンドは各グループ1位の2チームによる決勝がホーム・アンド・アウェー方式で行われるのみとなった。
2018年より、男子大会、女子大会ともに、「ゴールデンリーグ」と「シルバーリーグ」の二部制となる。1部のゴールデンリーグで上位2位のチームに、ネーションズリーグの次年度予選に相当するチャレンジャーカップ出場権が与えられることとなった。
2020年、新型コロナウイルス(COVID-19)感染症の流行により、開幕以来毎年開催されてきた欧州リーグが男女とも初めて中止となった。

## 歴代成績

### 男子
| 回 | 開催年 | 開催都市（決勝R）    | 優勝                                               | 準優勝                                             | 3位                                                | チーム数     |
| -- | ------ | -------------------- | -------------------------------------------------- | -------------------------------------------------- | -------------------------------------------------- | ------------ |
| 1  | 2004年 | オパヴァ             | チェコ                                             | ロシア                                             | オランダ                                           | 8            |
| 2  | 2005年 | カザン               | ロシア                                             | フィンランド                                       | スペイン                                           | 8            |
| 3  | 2006年 | イズミル             | オランダ                                           | クロアチア                                         | ギリシャ                                           | 8            |
| 4  | 2007年 | ポルティマン         | スペイン                                           | ポルトガル                                         | スロバキア                                         | 12           |
| 5  | 2008年 | ブルサ               | スロバキア                                         | オランダ                                           | トルコ                                             | 9            |
| 6  | 2009年 | ポルティマン         | ドイツ                                             | スペイン                                           | ポルトガル                                         | 12           |
| 7  | 2010年 | グアダラハラ         | ポルトガル                                         | スペイン                                           | トルコ                                             | 8            |
| 8  | 2011年 | コシツェ             | スロバキア                                         | スペイン                                           | スロベニア                                         | 12           |
| 9  | 2012年 | アンカラ             | オランダ                                           | トルコ                                             | スペイン                                           | 10           |
| 10 | 2013年 | マルマリス           | ベルギー                                           | クロアチア                                         | チェコ                                             | 12           |
| 11 | 2014年 | （ホーム＆アウェー） | モンテネグロ                                       | ギリシャ                                           | 北マケドニア スロベニア                            | 10           |
| 12 | 2015年 | ヴァウブジフ         | スロベニア                                         | 北マケドニア                                       | ポーランド                                         | 12           |
| 13 | 2016年 | ヴァルナ             | エストニア                                         | 北マケドニア                                       | オーストリア                                       | 8            |
| 14 | 2017年 | ゲントフテ           | ウクライナ                                         | 北マケドニア                                       | スウェーデン                                       | 8            |
| 15 | 2018年 | カルロヴィ・ヴァリ   | エストニア                                         | チェコ                                             | トルコ                                             | (G) 12 (S) 8 |
| 16 | 2019年 | タリン               | トルコ                                             | ベラルーシ                                         | オランダ                                           | (G) 12 (S) 8 |
| 17 | 2020年 | ベルギー             | 新型コロナウイルス(COVID-19)感染症の流行により中止 | 新型コロナウイルス(COVID-19)感染症の流行により中止 | 新型コロナウイルス(COVID-19)感染症の流行により中止 | (G) 12 (S) 6 |

### 女子
| 回 | 開催年 | 開催都市（決勝R）    | 優勝                                               | 準優勝                                             | 3位                                                | チーム数     |
| -- | ------ | -------------------- | -------------------------------------------------- | -------------------------------------------------- | -------------------------------------------------- | ------------ |
| 1  | 2009年 | カイセリ             | セルビア                                           | トルコ                                             | ブルガリア                                         | 8            |
| 2  | 2010年 | アンカラ             | セルビア                                           | ブルガリア                                         | トルコ                                             | 8            |
| 3  | 2011年 | イスタンブール       | セルビア                                           | トルコ                                             | ブルガリア                                         | 12           |
| 4  | 2012年 | カルロヴィ・ヴァリ   | チェコ                                             | ブルガリア                                         | セルビア                                           | 12           |
| 5  | 2013年 | ヴァルナ             | ドイツ                                             | ベルギー                                           | ブルガリア                                         | 8            |
| 6  | 2014年 | （ホーム＆アウェー） | トルコ                                             | ドイツ                                             | アゼルバイジャン ポーランド                        | 8            |
| 7  | 2015年 | （ホーム＆アウェー） | ハンガリー                                         | トルコ                                             | ギリシャ イスラエル                                | 6            |
| 8  | 2016年 | （ホーム＆アウェー） | アゼルバイジャン                                   | スロバキア                                         | ギリシャ スロベニア                                | 12           |
| 9  | 2017年 | （ホーム＆アウェー） | ウクライナ                                         | フィンランド                                       | スロバキア スペイン                                | 12           |
| 10 | 2018年 | ブダペスト           | ブルガリア                                         | ハンガリー                                         | チェコ                                             | (G) 12 (S) 8 |
| 11 | 2019年 | ヴァラジュディン     | チェコ                                             | クロアチア                                         | ベラルーシ                                         | (G) 12 (S) 8 |
| 12 | 2020年 | ブルガリア           | 新型コロナウイルス(COVID-19)感染症の流行により中止 | 新型コロナウイルス(COVID-19)感染症の流行により中止 | 新型コロナウイルス(COVID-19)感染症の流行により中止 | (G) 12 (S) 6 |